# Pont de l'avenue Pretoria
Le pont de l'avenue Pretoria est un pont levant situé à Ottawa, en Ontario, au Canada. Il traverse le canal Rideau reliant le quartier de la Glèbe et le centre-ville au vieil Ottawa-Est. Le pont a été construit entre 1915 et 1918, remplaçant un ancien pont tournant en bois sur la rue Argyle, juste au nord. Il s'agit d'un pont levant, ce qui signifie que la partie centrale du pont peut être surélevée pour permettre aux bateaux de passer en dessous. Il a été conçu par l'ingénieur Joseph Bearman Strauss de la Strauss Bascule Bridge Company qui sera plus tard l'ingénieur en chef lors de la construction du pont du Golden Gate en Californie. Le pont de l'avenue Pretoria a été construit par la Ottawa et Dominion Bridge Company.  
À la fin des années 1970, on a découvert que le pont avait été gravement endommagé par le sel de voirie. Des propositions ont été avancées pour le remplacer par un pont plus grand et plus haut, mais elle ont été rejetées par ceux qui regardaient  l'ouvrage comme une structure patrimoniale. Il a finalement été décidé de reconstruire le pont presque à l'identique.

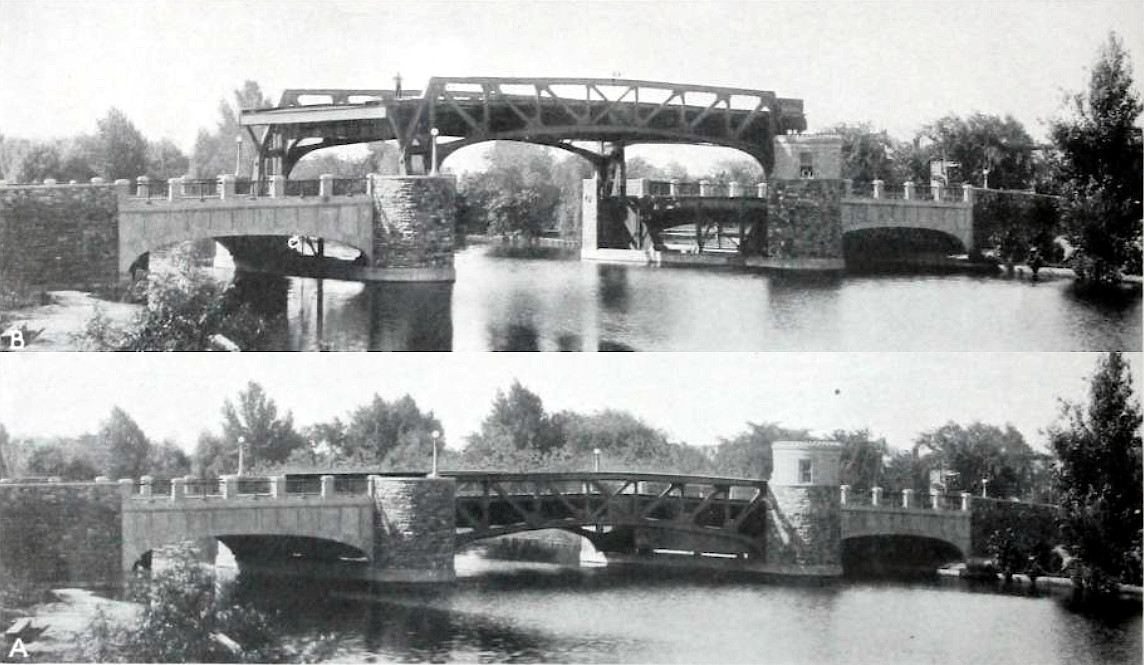
Pont de Pretoria en position relevée et abaissée

Le pont partage son nom avec l'avenue Pretoria toute proche. L'avenue Pretoria, anciennement rue Jane, a été renommée en 1902 pour commémorer la victoire britannique lors de la Seconde Guerre des Boers et les Canadiens qui y ont servi. Le nom vient de la ville de Pretoria, la capitale boer capturée pendant la guerre. Ce nom est devenu plus tard controversé car la plupart des Canadiens l’associaient au régime d’apartheid en Afrique du Sud. À la fin des années 1980, un mouvement  visant à renommer le pont en l'honneur de Nelson Mandela a été lancé. D'autres s'y sont opposés, estimant qu'il s'agissait d'un monument important en l'honneur des Canadiens qui avaient combattu en Afrique du Sud. Le conseil municipal a refusé de s’impliquer et la proposition a finalement été abandonnée,.